# Кан Хи Ан
Кан Хи Ан (1417 или 1419—1464 или 1465; псевдоним Индже, 인재) — корейский каллиграф и живописец из династии Кан, к которой также принадлежал его отец Кан Сокток (1395—1459) и брат Кан Хи Мэн (1424—1483). Служил при дворе правителя Чосона Седжона. Как художник работал в портретном и пейзажном жанрах, в жанре «цветы и птицы», представитель направления мунинхва.

## Биография
Кан Хи Ан родился в высокородной семье, его отец приходился родственником правящей династии Чосон. Хи Ан успешно сдал государственный экзамен кваго, а его брат Кан Хи Мэн позже занял на том же экзамене первое место, однако их отец, известный своей нетерпимостью к публичной похвале, оба раза отказался посещать традиционный пир, устраиваемый властями родителям финалистов.
Художественный стиль Хи Ана происходит от чань-буддийской живописи. В 1462 году он посетил Китай, где изучал произведения школы Ма-Ся; местные художники высоко оценили его работы.
В работах Кан Хи Ана явно влияние школы Чжэ и школы У. Он предпочитал тушь кисти, что было характерно для корейских мастеров. Самое известное произведение, ярко выражающее стиль Кан Хи Ана — «Лежащий в раздумье под деревом». Тема произведения — учёный, ищущий покоя на природе — характерна для китайской живописи времён династии Южная Сун (1127—1279).
Творчество Кана повлияло на развитие школы Чжэ в Корее, его последователями стали Ли Пульхэ (кор. 이불해), Хам Юндок (кор. 함윤덕), Юн Инголь (кор. 윤인걸) и Ли Кёнъюн.